# Oxid technecistý
Oxid technecistý (Tc2O7) je jedním z oxidů technecia, které v něm má oxidační číslo VII. Je radioaktivní.
Připravuje se oxidací technecia za teploty 450–500 °C:
4 Tc + 7 O2 → 2 Tc2O7